# ハイチのコレラ流行
ハイチのコレラ流行は、2010年10月からハイチのアルティボニット県を中心に起こったコレラの流行。82万人以上が感染し、9000人以上の死者を出した。同年1月に起きた地震以降、衛生の状態が悪化したことが原因としている。10月中にハイチの10の県全てで感染が確認された。11月にはアメリカ合衆国やドミニカ共和国にもコレラの感染が確認された。国連は11月12日に約1.6億ドルの援助を要請した。2011年1月の報道では感染者は14万人を超えた。